# 近藤兵太郎
近藤 兵太郎（こんどう ひょうたろう/へいたろう、1888年7月17日 - 1966年5月19日）は、日本人の野球指導者。愛媛・松山商業や、台湾台南州立嘉義農林学校（現在の国立嘉義大学）野球部などで監督を務めた。松山商業野球部を初の全国出場に導くなど戦前の黄金時代の礎を築いた監督として、また日本統治下の台湾の嘉義農林学校を率いて甲子園に出場し、準優勝に導いたことで台湾野球史にもその名を残した。

## 略歴
1888年（明治21年）に愛媛県松山市萱町（現在の平和通6丁目）で生まれ、古町尋常小学校と高等小学校を経て1908年（明治41年）愛媛県立松山商業学校（現・愛媛県立松山商業高等学校）を卒業。その後松山商船組（現・伊予商運）に勤務するかたわら1918年（大正8年）に松山商業初代野球部コーチ（現在の監督にあたる）となり、翌1919年に松山商を初の全国出場（夏ベスト8）へと導く。
1919年秋、野球部コーチを辞任すると台湾へ赴き、1925年（大正14年）に嘉義商工学校に簿記教諭として着任。そして1928年（昭和3年）頃から同じ嘉義にある嘉義農林学校野球部の教練として放課後になると出かけて指導し、1931年（昭和6年）に監督に就任した。
1931年（昭和6年）、嘉義農林を第17回全国中等学校優勝野球大会においてチームを初出場ながら決勝まで導いた（全国中等学校優勝野球大会は、現在の全国高等学校野球選手権大会である）。決勝では、吉田正男を擁しこの年から史上唯一の3連覇を達成する事になる中京商に0-4で敗れ、準優勝に終わった。
結局監督として松山商業時代に夏1回、嘉義農林時代は春1回、夏4回甲子園に出場した。
1946年に日本に引き揚げ、晩年は新田高等学校の初代野球部監督（1950年～1954年夏まで）、愛媛大学野球部監督などを務めた。主な教え子に藤本定義、森茂雄（以上松山商）、呉明捷、呉昌征、今久留主淳、今久留主功、呉新亨（以上嘉義農林）などがいる。
1966年5月19日死去。77歳没。戒名は「球道院兵明自覚居士」。墓所は愛媛県松山市御幸町の千秋寺にある。
2014年10月6日、自身の功績を称えて坊っちゃんスタジアム前の広場に顕彰碑が建立され、除幕式が行われた。
2024年1月12日、台湾の野球殿堂にあたる台湾棒球名人堂に選出された。

## エピソード

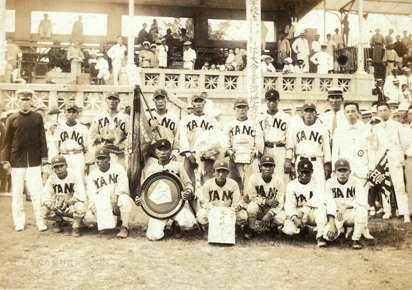
昭和6年夏の甲子園で準優勝した嘉義農林チーム

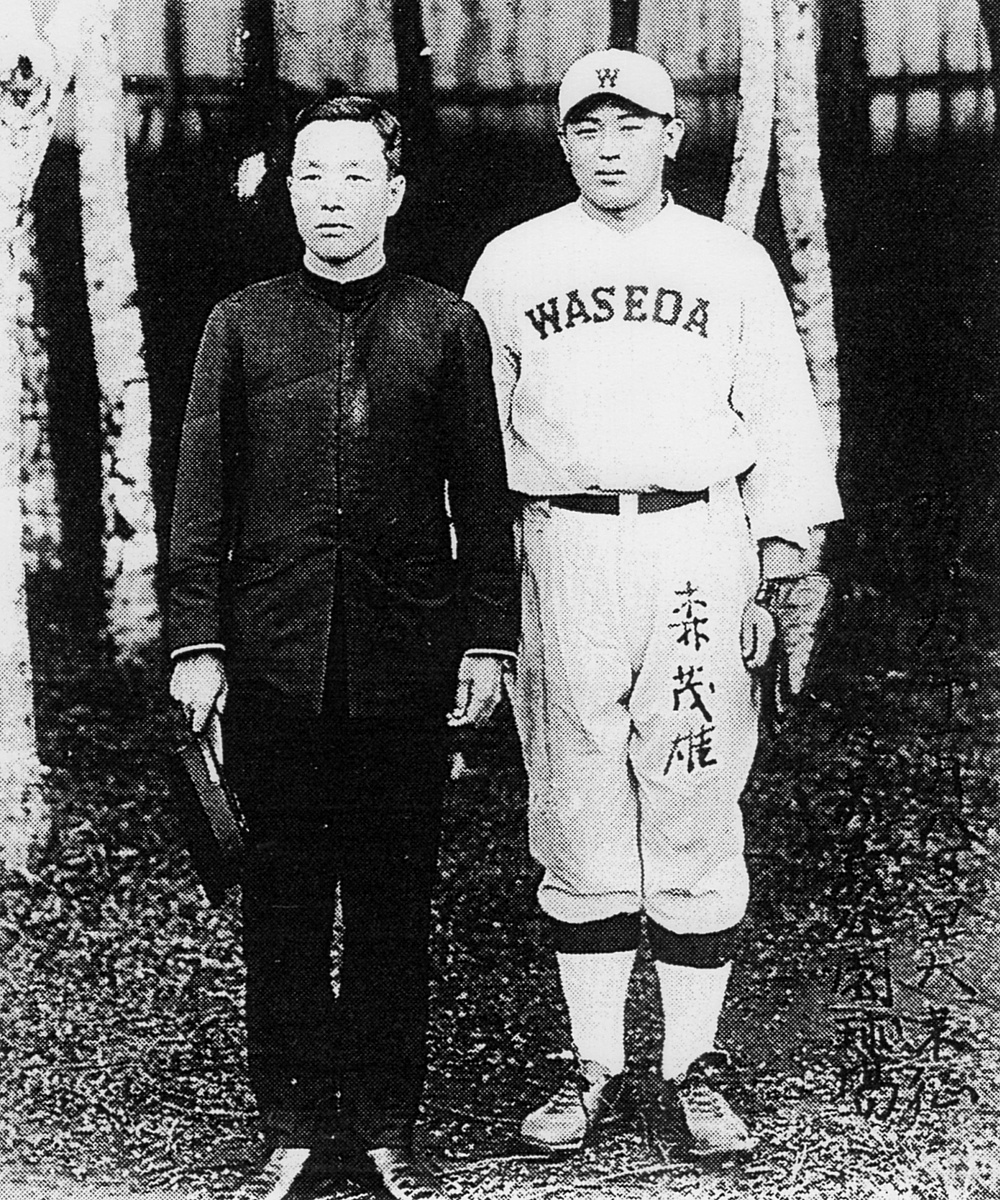
近藤兵太郎（左）と森茂雄（右）：早大野球部の台湾遠征時（1931年）に撮影

- 近藤自身は1903年に松山商業に入学し[6]、創部間もない弱小の野球部に入って内野・外野手として活躍し、主将も務めた[7]。卒業後は徴兵検査を受けて歩兵第22連隊に入営し、陸軍伍長として満期除隊し、家業を継いだ[8]。1918年に正式に野球部コーチ（監督）となった。
- 周囲からは「コンピョウさん」と呼ばれ、親しまれた。
- 近藤が台湾で教えていた嘉義商工学校には野球部がなく、そのため近藤は夏は四国・松山に戻って松山商業のコーチをしていた。
- 嘉義農林野球部の初代監督は野球を知らない安藤信哉がやらされていたが、初陣となる試合で大敗し、部員全員でどうすれば強くなれるか真剣に話し合ったところ、噂の近藤に指導してもらってはどうかということになり、校長が近藤兵太郎に依頼し、体育教員の濱田次箕の助言もありコーチに就任した。近藤が嘉義農林野球部監督として正式に登録されたのは1931年になってからである。
- 当時日本人以外の人種、民族がいるチームは見下され応援もされなかったが、近藤は嘉義農林の野球部が日本人と台湾人や原住民族の混成チームであることに違和感を覚えず、校内で野球に適した生徒を見つけて野球部に入部させた。そこで台湾最強チームを作るべく、松山商業直伝のスパルタ式訓練で選手を鍛え上げ、チームを創部3年で全国準優勝するまでの強豪へと育て上げた。
- 1930年に台湾に遠征に来た平安中学の中に、3人の高砂族出身選手がレギュラーとして参加しているのを見て、当時まだコーチだった近藤は「あれを見ろ、野球こそ万民のスポーツだ。我々には大きな可能性がある」と語った[9]。
- 準優勝したメンバーのうち、レギュラーメンバーは日本人が3人、台湾本島人2人、先住民族高砂族4人であった。非常に快足のチームで、準々決勝の札幌商戦では1試合で8盗塁を記録した。
- 「（近藤先生は）マムシに触っても近藤監督にさわるな、とみんなが囁き合うほど怖い人であった。しかし、大変に熱心で、怪我などした者にはとことん気を配ってやさしかった。真剣、必死が好きな方で、いつも体中から熱気が溢れているようだった」（蘇正生（中国語版）・準優勝時の中堅手）
- 「近藤先生は、正しい野球、強い野球を教えてくれた。差別、ひとつもありませんでした」（蘇正生）[10]。
- 台湾にある嘉義球場（1931年建設）のホームベースの位置は、近藤が「夕陽が選手の妨げにならないように」と太陽の沈む位置を見て決めた。
- 嘉義農林を率いて春夏連続出場した1935年夏の甲子園・準々決勝では母校・松山商業と対戦し、延長戦の末4－5で惜敗した。松山商業はその後、準決勝・決勝と勝って初の全国制覇を達成、応援に駆け付けた近藤は松山商業を率いていたかつての教え子・森茂雄監督と涙を流して喜んだという[11]。
- 「グラウンドではいつも厳しく、その反動か、私は怒られたことがありませんでした」近藤の三女・岩崎しげ子（2008/8/1 朝日新聞）
- 1998年及び2008年、台湾の嘉義農林OBらが松山市千秋寺にある近藤の墓参りに訪れた。（1998/8/5愛媛新聞　2008/8/1 朝日新聞）
- 新田高校監督時代に正捕手が怪我による故障で代わりの選手を正捕手に起用しなければならなくなった。代わりに正捕手を務めた選手は投手の1日約300球に及ぶ球を毎日受け続けやがて左手人差し指を怪我しそれを隠してプレーしていた。その選手が引退した際に「お前が怪我をしているのは知っていた。お前が我慢しているから何も言わなかった。その強いハートがあるから正捕手を任せられた。」との逸話が残されている。(2005年2月17日付毎日新聞朝刊)

## 語録
- 「球は霊（たま）なり、霊（たま）正しからば球また正し……」
- 「暗くてもバットは振れる。心眼で打つ球を見定めてバットを振れ」
- 「日本人、台湾人、先住民族が混ざりあっている学校、そしてチーム、これこそが最も良い台湾の姿だ。それが負けるとしたら努力が足りないからだ」
- 「上手なチームが勝てるとは限らない。とにかく、まず勝てばいいんだ。」

## 映画化
近藤が指導した台南州立嘉義農林学校（現・国立嘉義大学）野球部の活躍を描いた台湾映画「KANO 1931海の向こうの甲子園」が2014年2月27日から台湾で公開された（その後2015年には日本でも公開された）。永瀬正敏が近藤を演じた。2014年8月には、撮影に使われた近藤監督の家の内部を再現した「KANO故事館」が台湾の文化施設「檜意森活村」内にオープンした。